# إحياء التنميش

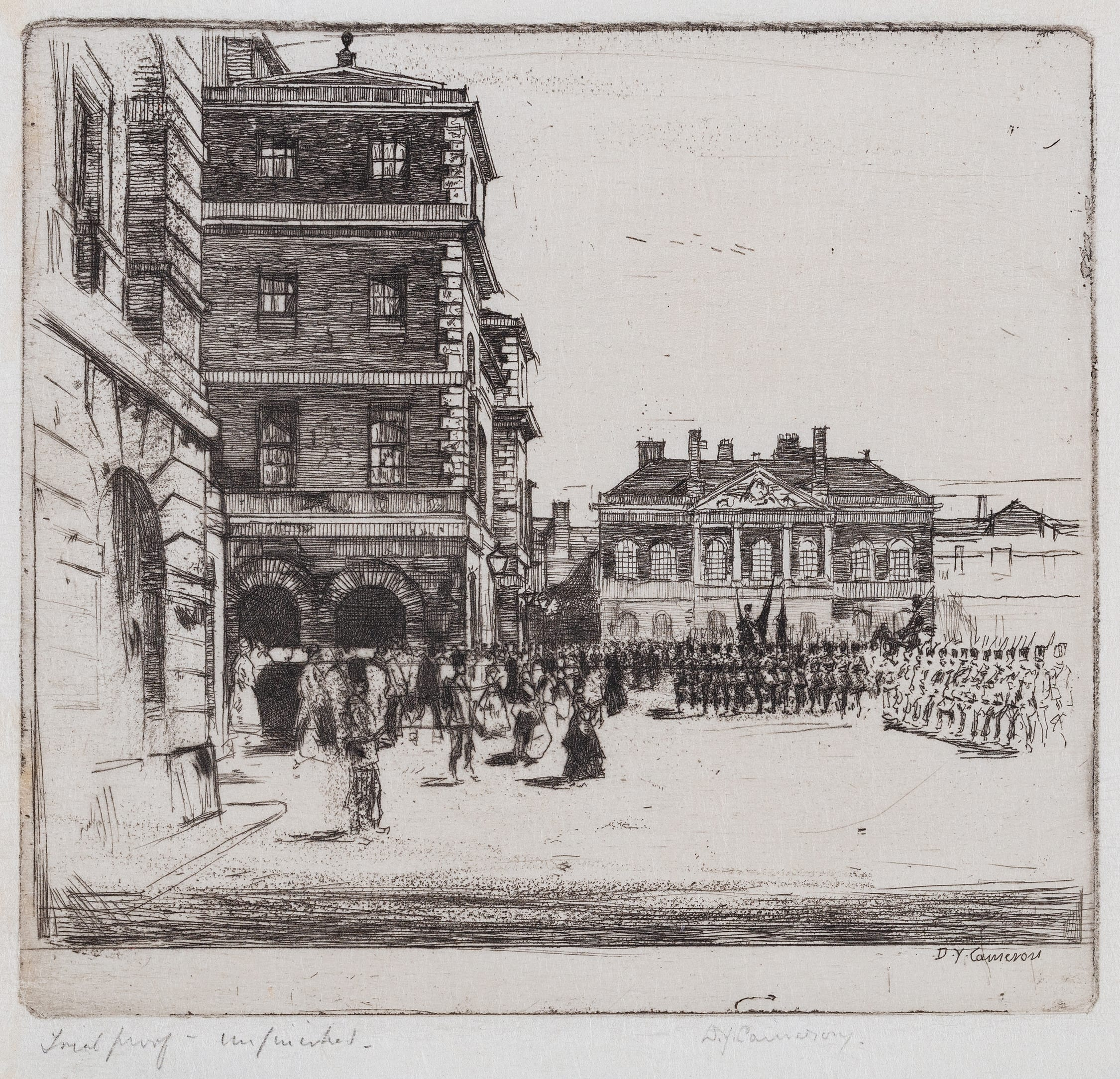
كان إحياء التنميش إعادة لظهور وتنشيط التنميش كشكل أصلي للطباعة

كان إحياء التنميش إعادة لظهور وتنشيط التنميش كشكل أصلي للطباعة خلال الفترة ما بين عام 1850 وحتى عام 1930. كانت المراكز الرئيسية له هي فرنسا وبريطانيا والولايات المتحدة، مع مشاركة دول أخرى مثل هولندا. تطور سوق قوي لهواة الجمع، حيث حقق الفنانون الأكثر رواجًا أسعارًا عالية جدًا. وصل هذا إلى نهاية مفاجئة بعد انهيار وول ستريت في عام 1929 مما حطم ما أصبح سوقًا قوية بين هواة الجمع، في الوقت الذي كان فيه الأسلوب النموذجي للحركة الذي ما يزال قائمًا على تطورات القرن التاسع عشر، قديمًا.
وفقًا لبامبر غاسكوي فإن «الخصائص الأكثر وضوحًا من [الحركة]... كان الهوس بطبقة السطح»، التي أنجزت من خلال عدم مسح الحبر بالكامل عن سطح لوحة الطباعة عمدًا، بحيث يكون لأجزاء من الصورة درجة إضاءة من طبقة الحبر الموجودة على اليسار. يعكس هذا إلى جانب الخصائص الأخرى تأثير رامبرانت، الذي وصلت سمعته عند هذه النقطة إلى ذروتها.
على الرغم من أن بعض الفنانين يمتلكون آلات طباعة، إلا أن الحركة قد خلقت الشكل الجديد للطباعة النجمية، التي عملت عن كثب مع الفنانين لاستغلال جميع إمكانيات تقنية التنميش، مع تغير الحبر وطبقة السطح والخلفية واستخدام الأوراق. كانت الجمعيات والمجلات مهمة أيضًا إضافة إلى نشر ألبومات أصلية متنوعة من قبل فنانين مختلفين في طبعات ثابتة.
كانت المواضيع الأكثر شيوعًا هي المناظر الطبيعية والمدن والبورتريه ومشاهد النوع والناس العاديين. نادرًا ما تبرز الموضوعات الأسطورية والتاريخية التي ما تزال بارزة جدًا في الرسم المعاصر. كان التنميش هو الأسلوب السائد، ولكن العديد من اللوحات جمعت بينه وبين تقنية الحبر الجاف على وجه الخصوص، كانت هاتان التقنيتان العمل الأساسي لإنشاء الخطوط على اللوحة المماثلة لتلك المستخدمة في الرسم، والتي تميزت بالسهولة لفنان مدرب على تقنيتها. استُخدمت في بعض الأحيان تقنيات الأنتاغليو الأخرى مثل: النقش والنقش التظليلي والحفر المائي، وكل ما استخدم إجراءات أكثر تخصصًا على اللوحة. كان على الفنانين حينها أن يتعلموا أسرار «وخز» اللوحة بالحمض، وهذه الخطوة لم تُستخدم في الحبر الجاف، التي كانت واحدة من ميزاته.

## ملخص تاريخي
خلال القرن بعد وفاة رامبرانت، تراجعت تقنيات التنميش والحبر الجاف الذي كان مسؤولًا عن تطويرها تدريجيًا حتى وصلت إلى القمة. بحلول أواخر القرن الثامن عشر، كانت معظم أعمال التنميش إنتاجية أو توضيحية مع استثناءات رائعة مثل بيرانيسي وتيبولو وغويا. كان الوضع أفضل قليلًا في إنجلترا، مع صموئيل بالمر وجون سيل كوتمان وجون كروم وغيرهم ممن أنتجوا التنميش الأصلي، والتي حملت بمعظمها موضوعات المناظر الطبيعية في العقود الأولى من القرن التاسع عشر. واصل نادي التنميش الذي تأسس في عام 1839، الحفاظ على الوضع المتوسط.
مع تقدم القرن، أدت التطورات التقنية الجديدة وخاصة الطباعة الحجرية، التي تمكنت بشكل تدريجي من الطباعة الملونة بنجاح، إلى انخفاض استخدام التنميش. يبدأ الأسلوب النموذجي لعملية إحياء التنميش في فرنسا بطبعات مدرسة باربيزون في أربعينيات وخمسينيات القرن التاسع عشر. أنتج عدد من الفنانين وخاصة الرسامين بعد مطبوعات التنميش بمواضيع المناظر الطبيعية التي بدت وكأنها تستعيد روح الطباعة الرئيسية القديمة.
أنتج كل من شارل- فرانسوا دوبينين وميليه وخاصة تشارلز جاكو، مطبوعات التنميش التي كانت مختلفة عن تلك اللوحات الإنتاجية التي اشتهرت بكثرة في القرن السابق. تعود معظم المطبوعات الداكنة والكبيرة والتي كانت غالبًا شاقولية لتشارلز ميريون، إلى خمسينيات القرن التاسع عشر، وقد قدمت نماذج لأنواع مختلفة جدًا من المواضيع والأساليب التي استمر استخدامها حتى نهاية الإحياء، وكان ذلك في بريطانيا أكثر منه في فرنسا.